# Sucevița
Sucevița è un comune della Romania di 2 750 abitanti, ubicato nel distretto di Suceava, nella regione storica della Bucovina.
Il comune è formato dall'unione di 2 villaggi: Sucevița e Voievodeasa.
La strada per andare a Moldovița attraversa un passo (Pasul Ciumârna) su cui c'è un monumento a forma di mano (Palma) e da cui vi è una vista meravigliosa.

## Il monastero di Sucevița
Il monastero di Sucevița venne costruito nel XVI secolo in uno stile che combina elementi bizantini e gotici con una forma che ricorda da vicino quella delle chiese lignee della Moldavia. Di particolare rilievo sono le decorazioni pittoriche sia esterne che interne della chiesa, che rappresentano numerosissime scene bibliche.
La chiesa è stata dichiarata Patrimonio dell'umanità dell'UNESCO come parte del complesso delle Chiese della Moldavia.

## Amministrazione

### Gemellaggi
- Moldavia, Criva

## Immagini del monastero di Sucevița

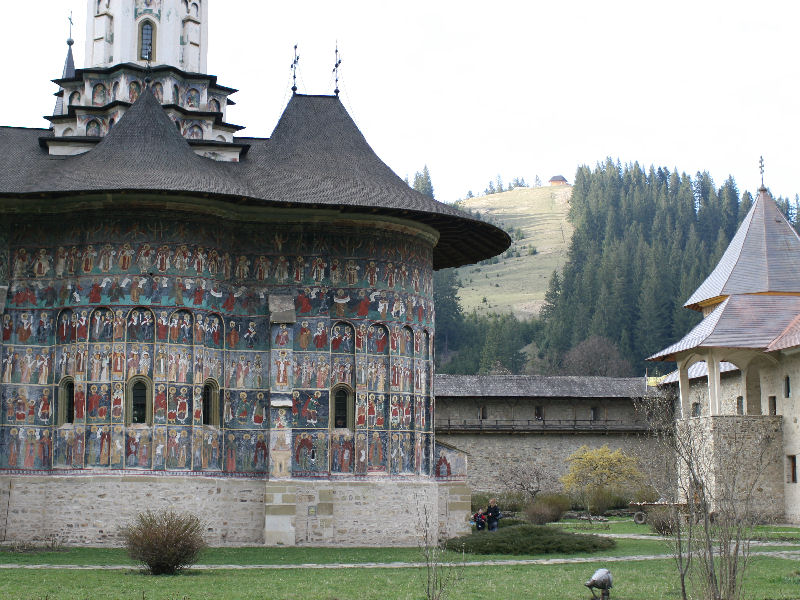
L'esterno della chiesa
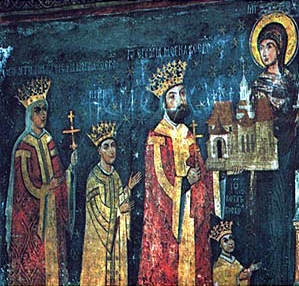
Un affresco dell'interno
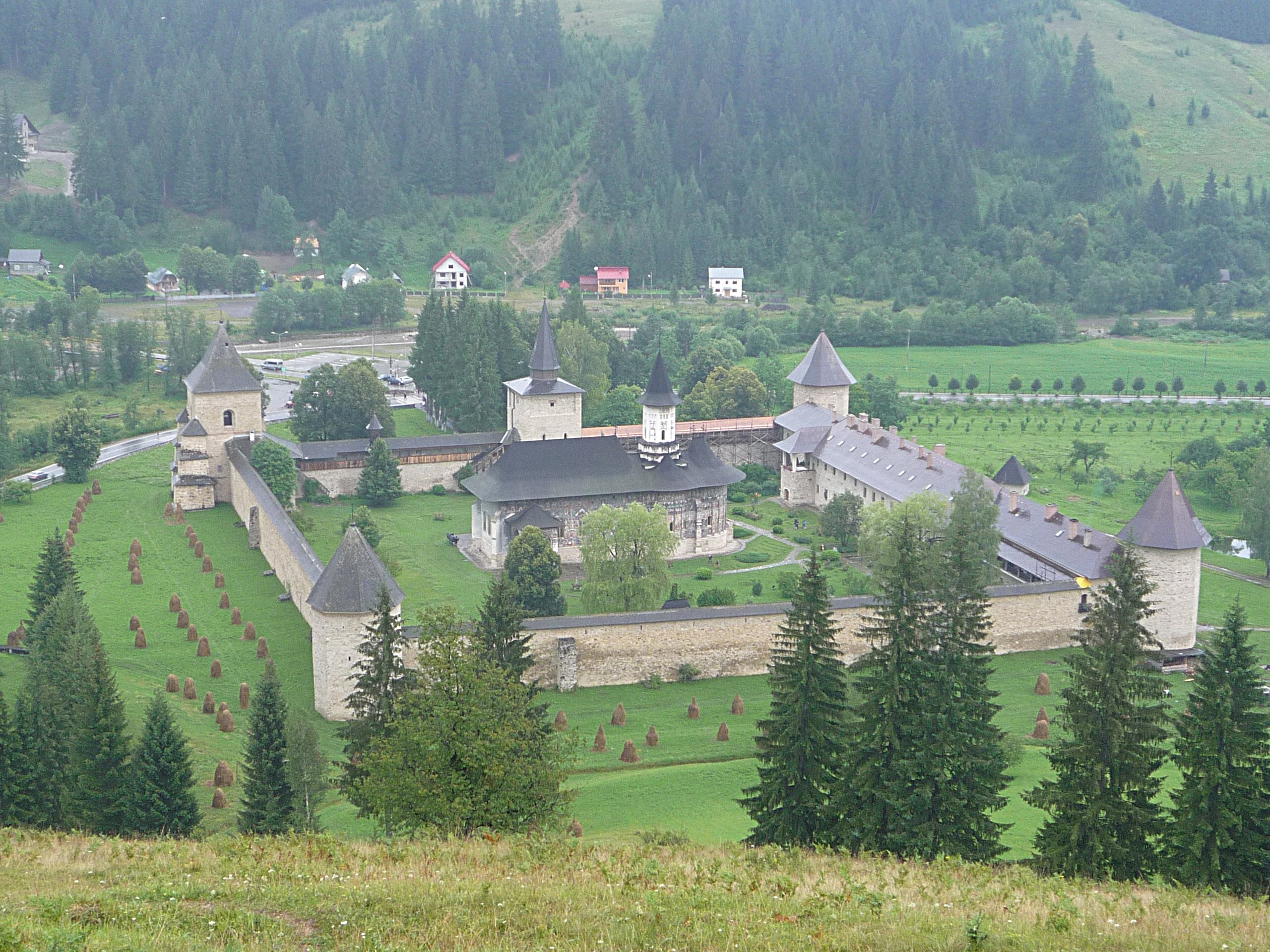
Il monastero di Sucevița